# مارتن غيلبرت (رئيس مجلس الإدارة)
مارتن غيلبرت هو كبير الإداريين التنفيذيين ورئيس مجلس الإدارة ورائد أعمال ماليزي، ولد في 13 يوليو 1955 في ماليزيا.